# Departamento de Arizona
Arizona fue un departamento del Segundo Imperio Mexicano (1865-1867) ubicado en el actual estado de Sonora en el noroeste de México. 
Fue establecido por un decreto imperial el 3 de marzo de 1865, que especificaba:

Departamento de Arizona. Confinado al norte con Estados Unidos. Al este y sur por el departamento de Sonora. Al oeste por el mar de Cortés y con el departamento de California del cual lo divide el río Colorado. Su capital será Altar.

Estaba directamente al sur del Territorio de Arizona de los Estados Unidos, el actual estado de Arizona. Fue uno de los 50 departamentos del Segundo Imperio Mexicano y fue administrado por el prefecto José Moreno Bustamante. La población del departamento en el año 1865 era de 25 603.